# 2,3,7,8-Tetrachlorodibenzodioxin
2,3,7,8-Tetrachlorodibenzo-p-dioxin (TCDD) (còn được gọi tắt là 'dioxin', dù không chính xác) là một hợp chất dibenzo-p-dioxin polyclo hóa có công thức hóa học là C
12H
4Cl
4O
2. Ở nhiệt độ phòng, TCDD nguyên chất là chất rắn không màu, không có mùi rõ rệt. Hợp chất là sản phẩm phụ trong quá trình đốt các vật liệu hữu cơ và trong tổng hợp hữu cơ.
TCDD là chất mạnh nhất trong các hợp chất có liên quan tới nhau (congener) bao gồm polychlorinated dibenzodioxins (được gọi là PCDD hoặc dioxin). Đây là một loại thuốc diệt cỏ được sử dụng trong chiến tranh Việt Nam đã gây ô nhiễm chất độc da cam. TCDD rò rỉ và phát tán ra môi trường, gây nên thảm họa Seveso diễn ra tại Italia năm 1976. Hợp chất được xếp vào loại chất ô nhiễm hữu cơ khó phân hủy (POP).